# Rumelihisarı

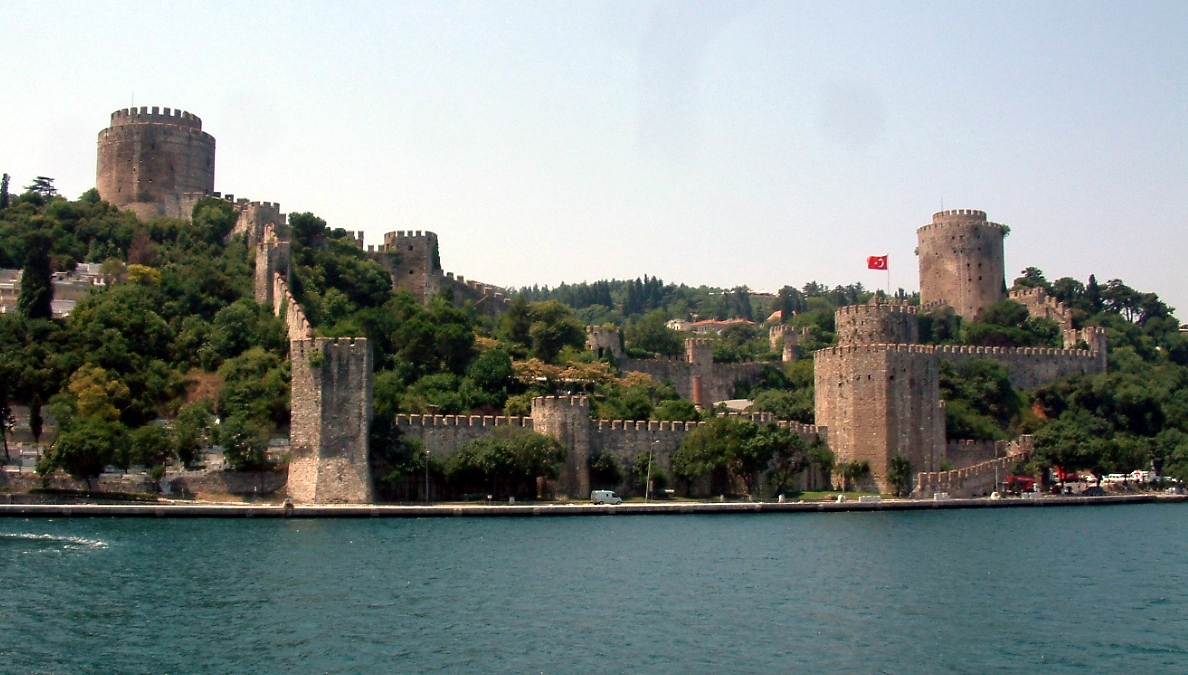
Rumelihisarı, visto do Bósforo

Rumelihisarı (Castelo da Rumélia) é uma fortaleza em Istambul, Turquia, situada nas margens europeias do Bósforo, no que é hoje o distrito de Sarıyer. Foi construída pelo sultão Maomé II, o Conquistador entre 1451 e 1452 no local onde o Bósforo é mais estreito.
A intenção do Maomé ao construir Rumelihisarı foi impedir a ajuda de forças ocidentais a Constantinopla vinda do mar Negro durante o Cerco de Constantinopla que antecedeu a conquista turca da cidade. Na margem oposta do Bósforo já existia outra fortaleza otomana, Anadoluhisarı construída entre 1393 e 1394 pelo sultão Bajazeto I, pelo que qualquer navio hostil que tentasse passar o estreito se encontraria ao alcance de tiro de pelo menos uma das fortalezas.

## História

### Construção
A necessidade de uma fortaleza estratégica no Bósforo era bem conhecida dos otomanos, que haviam começado no final do século XIV a abrigar intenções de capturar a cidade de Constantinopla como uma nova capital para seu então nascente Império. Em uma tentativa anterior otomana de conquistar a cidade, o sultão Murade II (1421–1444, 1446–51) encontrou dificuldades devido a um bloqueio do Bósforo pela frota bizantina. Tendo aprendido a importância da estratégia marítima com essa tentativa anterior, o sultão Mehmed II (1444-46, 1451-81), filho de Murade II, começou a planejar uma nova ofensiva imediatamente após sua ascensão ao trono em 1451.
Em resposta à coroação do ambicioso jovem sultão, o imperador bizantino Constantino XI (1449-53), que entendeu as intenções de Mehmed em Constantinopla e estava preocupado com a ameaça representada pela crescente influência otomana na região, esperava garantir uma solução diplomática que protegeria a cidade, evitando o declínio de longo prazo dos bizantinos.
Mehmed recusou a oferta de paz oferecida e prosseguiu com seus planos de cerco encomendando a construção de uma grande fortaleza que seria usada para controlar todo o tráfego marítimo ao longo do Bósforo e trabalharia em conjunto com o antigo Anadoluhisari (Fortaleza da Anatólia) no estreito impedir que qualquer possível ajuda marítima chegue a Constantinopla durante o cerco otomano final à cidade em 1453, particularmente das colônias genovesas ao longo do Mar Negro, como Caffa, Sinop e Amasra.
O local para a nova fortaleza foi rapidamente decidido como o ponto mais estreito do Bósforo, onde o estreito tem apenas 660 metros de largura. Este local alto no topo de uma colina nas margens europeias do estreito não apenas facilitou o controle do curso de água, mas também tinha a vantagem de estar situado diretamente em frente ao Anadoluhisarı ("Fortaleza da Anatólia") nas margens da Anatólia (isto é, asiáticas) do Bósforo; uma fortaleza otomano velha construída entre 1393 e 1394 pelo sultão Bayezid I. Historicamente, havia uma fortificação romana no topo da colina onde Rumelihisari seria construída, que mais tarde foi usada como prisão pelos bizantinos e genoveses. Mais tarde, um mosteiro foi construído lá.
A construção começou em 15 de abril de 1452. Cada uma das três torres principais recebeu o nome do vizir real que supervisionou sua respectiva construção; Sadrazam Çandarlı Halil Pasha, que construiu a grande torre ao lado do portão; Zağanos Pasha, que construiu a torre sul; e Sarica Pasha, que construiu a torre norte. O próprio sultão inspecionou pessoalmente as atividades no local.
Com a ajuda de milhares de pedreiros e operários, a fortaleza foi concluída em tempo recorde de 4 meses e 16 dias em 31 de agosto de 1452. Essa alta velocidade de construção dependia do uso extensivo de elementos pré-fabricados. Ao contrário do mito de que Mehmed baseou o plano de Rumelihisarı em sua própria inicial em escrita perso-árabe, a forma desta fortaleza foi determinada pela configuração do terreno e foi projetada por um arquiteto chamado Müslihiddin.

### Arquitetura
A fortificação Rumelihisarı tem uma pequena torre, três torres principais e treze pequenas torres de vigia colocadas nas paredes que conectam as torres principais. Uma torre de vigia tem a forma de um prisma quadrangular , seis torres de vigia têm a forma de prismas com vários cantos e outras seis são cilíndricas.
As paredes externas da fortaleza têm 250 m de comprimento de norte a sul, e variam entre 50 e 125 m de comprimento de leste a oeste. A área total do complexo é de 31 250 m².
A fortaleza foi inicialmente chamada de "Boğazkesen", que significa literalmente "Cortador de Estreito", referindo-se ao Estreito do Bósforo. O nome carrega um significado secundário e mais macabro; já que boğaz não significa apenas estreito, mas também "garganta" em turco.

### Uso no passado
Um batalhão de 400 janízaros foi destacado para a fortaleza, e grandes canhões foram colocados na Torre Halil Pasha, a torre principal à beira-mar. Depois de concluir suas fortalezas, Mehmed passou a cobrar um pedágio sobre os navios que passavam ao alcance de seus canhões. Um navio veneziano, ignorando os sinais de parada, foi afundado com um único tiro e todos os marinheiros sobreviventes decapitados, exceto o capitão, que foi empalado e montado como um espantalho humano como uma advertência aos outros marinheiros no estreito. Esses canhões foram usados mais tarde até a segunda metade do século XIX para saudar o sultão quando ele passava pelo mar.
Após a queda de Constantinopla, a fortaleza serviu como posto de controle alfandegário. Rumelihisarı, que foi designada para controlar a passagem de navios pelo estreito, acabou perdendo sua importância estratégica quando um segundo par de fortalezas foi construído mais acima no Bósforo, onde o estreito encontra o Mar Negro. No século XVII, foi usada como prisão, principalmente para prisioneiros de guerra estrangeiros. Rumelihisarı foi parcialmente destruído por um terremoto em 1509, mas foi reparado logo depois. Em 1746, um incêndio destruiu todas as peças de madeira em duas das torres principais. A fortaleza foi reparada pelo Sultão Selim III (1761-1807). No entanto, um novo bairro residencial foi formado dentro da fortaleza depois que ela foi abandonada no século XIX.

### Hoje
Em 1953, por ordem do presidente Celal Bayar, os habitantes foram realocados e extensos trabalhos de restauração começaram em 16 de maio de 1955, que duraram até 29 de maio de 1958. Desde 1960, Rumelihisarı é um museu e um teatro ao ar livre para vários concertos em festivais durante os meses de verão.
A ponte Fatih Sultan Mehmet, em homenagem ao sultão otomano que encomendou Rumelihisarı e conquistou a cidade, está localizada perto da fortaleza, ao norte.
A fortaleza foi retratada em várias notas bancárias turcas durante 1939-1986.